# 圣儒利安堂 (罗马)
圣儒利安堂（義大利語：Chiesa di S. Giuliano dei Fiamminghi）是一座罗马天主教教堂供奉圣儒利安，位于意大利罗马.它是 1830年成为比利时的国家教堂。
该堂始建于8世纪教宗額我略二世在位期间（715–753年），佛兰德人在那时皈依了基督信仰。为了接待前来罗马朝圣的佛兰德人，建立了圣儒利安招待所，包括这所教堂。

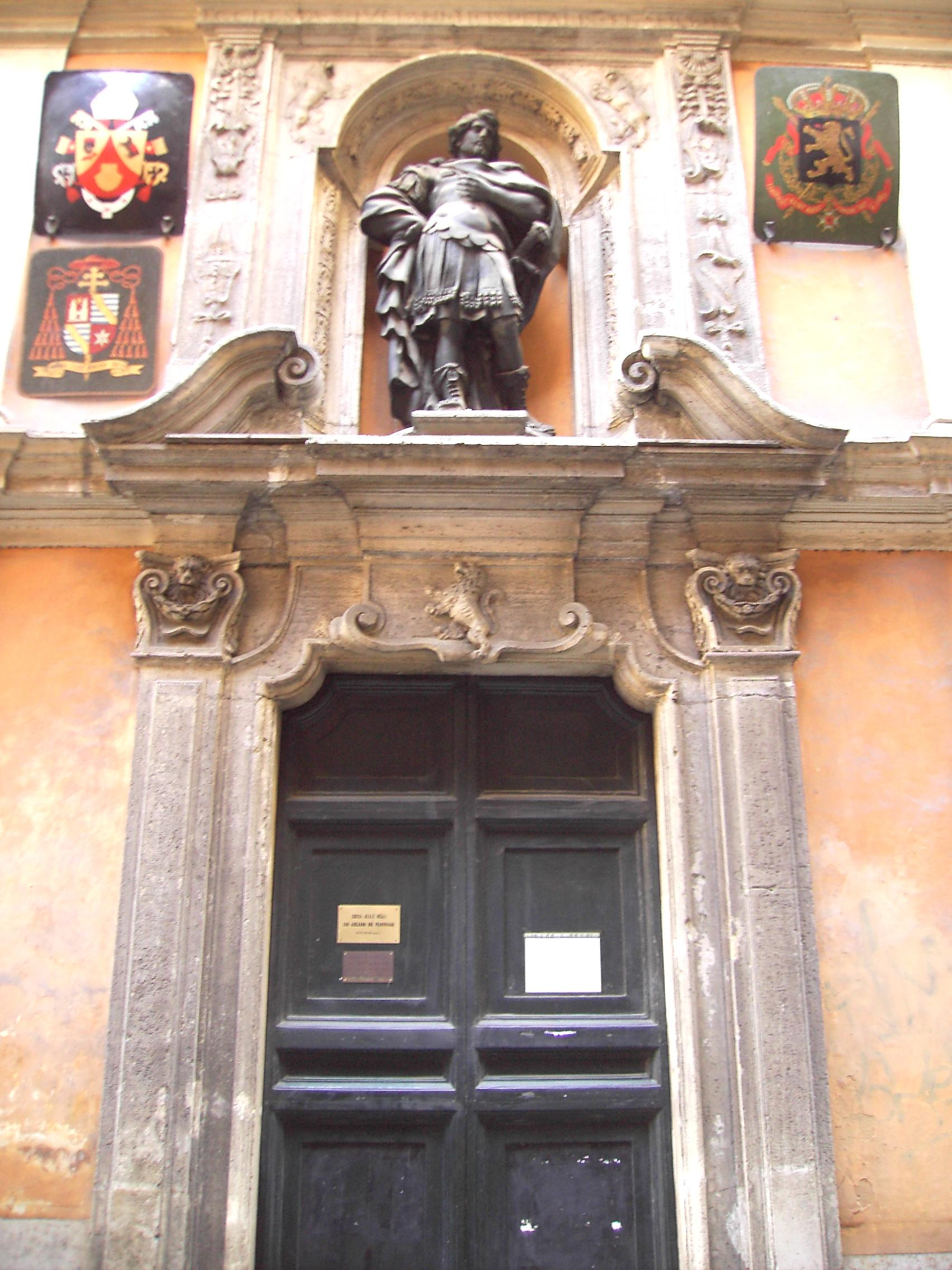
入口

该堂立面为巴洛克风格，大门上方装饰有圣儒利安雕像。教堂内外都装饰有佛兰德城市布鲁日、根特和伊珀尔的标志。